# Zítsa
Zítsa (en grec : Ζίτσα) est un dème situé dans la périphérie d'Épire en Grèce. Le dème actuel est issu de la fusion en 2010 entre les dèmes d'Ekáli, d'Evrymenés, des Molosses, de Pasarónas et de Zítsa.